# ملعب لويس بارك
ملعب لويس بارك (بالألمانية: Ludwigsparkstadion)‏ هو ملعب متعدد الأغراض يقع في مدينة ساربروكن في ولاية سارلاند بألمانيا. تم بناؤه عام 1953 ويستوعب 35,303 شخصا.
كان الملعب بعد بناءه يُمثّل الملعب الرئيسي لمنتخب سارلاند لكرة القدم عندما كانت سارلاند تحت الاحتلال الفرنسي بعد الحرب العالمية الثانية، حيث كانت تُعرف في ذلك الوقت باسم محمية سار وكانت مستقلة اسميا عن ألمانيا. اليوم يُستخدم الملعب غالبا لعقد مباريات كرة القدم.